# Las ruinas del Edén
Las ruinas del Edén är ett studioalbum av det spanska progressiva power metal-bandet Avalanch. Det släpptes 2004 av skivbolaget Xana Records. Albumet består av nyinspelningar av tidigare utgivna låtar.

## Låtlista
1. "Juego cruel" – 5:09
2. "Delirios de grandeza" – 4:58
3. "Xana" – 5:37
4. "Lucero" – 4:07
5. Vientos del sur" – 6:54
6. "El ángel caído" – 6:28
7. "El viejo torreón" – 5:25
8. "Corazón negro" – 4:43
9. "Pelayo" – 7:11
10. "Levántate y anda" – 5:34
11. "Antojo de un Dios" – 6:18
12. "Cambaral" – 6:07
13. "Las ruinas del Edén" – 10:16

Text & musik: Alberto Rionda

## Medverkande
Musiker (Avalanch-medlemmar)
- Alberto Rionda – gitarr, akustisk gitarr, sång
- Ramón Lage – sång
- Dany León – gitarr, bakgrundssång
- Francisco Fidalgo – basgitarr
- Marco Álvarez – trummor
- Roberto Junquera – keyboard

Bidragande musiker
- Alejandro Blanco, Sergio G Pevida – percussion

Produktion
- Alberto Rionda – producent, ljudtekniker, ljudmix, mastering
- Jorge Otero – ljudmix, mastering
- Tim Young – mastering